# Bơm khuếch tán

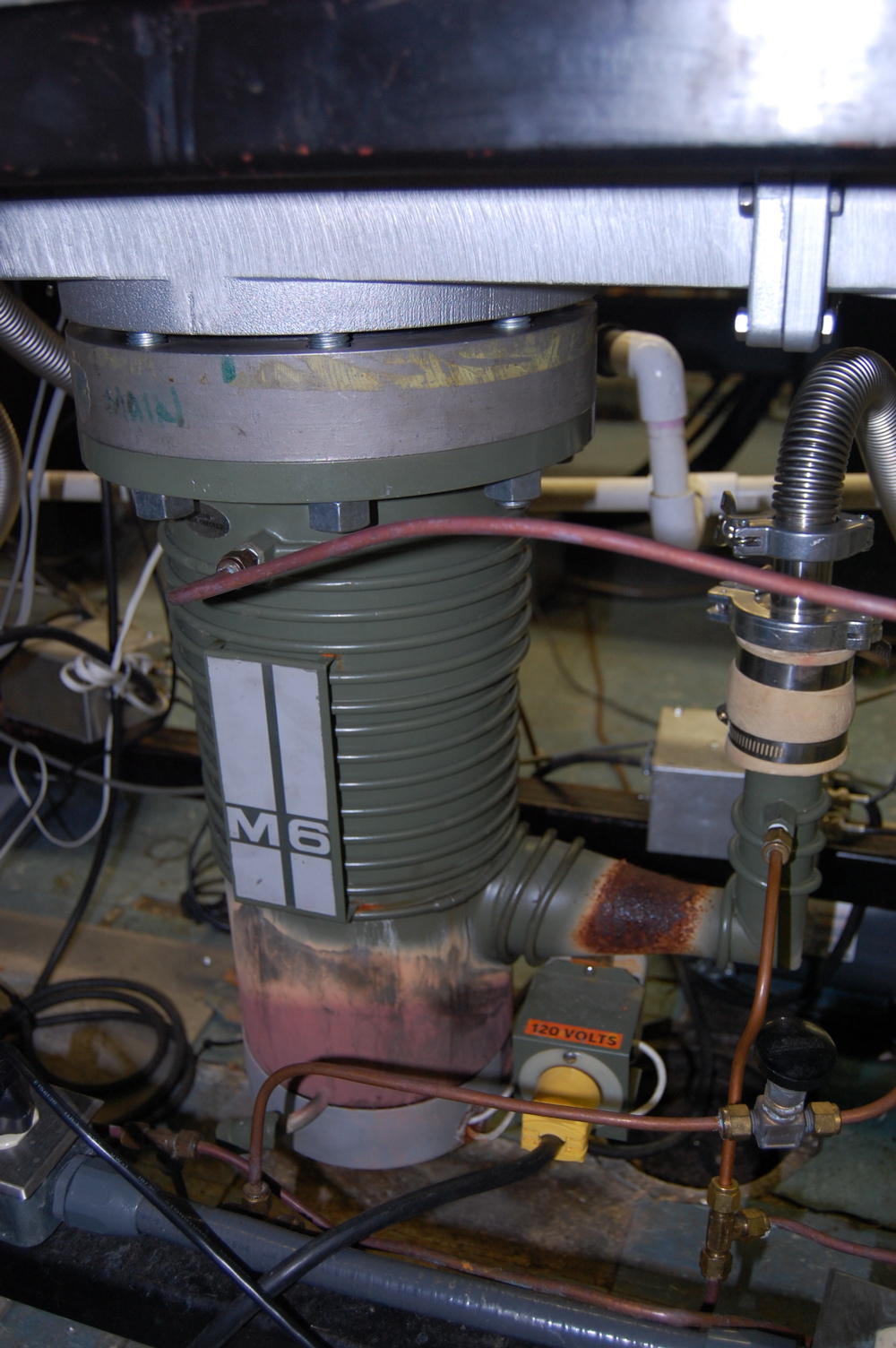
Bơm khuếch tán M6

Bơm khuếch tán là thiết bị dùng để tạo chân không cao ở mức độ trung bình tới cận siêu cao (từ 10−3 - 10−8 Torr) hoạt động dựa trên nguyên lý khuếch tán các phân tử khí nhờ sự hấp phụ của các phân tử dầu bị bay hơi.
Bơm khuếch tán Wolfgang Gaede được phát minh năm 1915 và đặt tên như vậy vì thiết kế dựa trên phát hiện rằng khí không thể khuếch tán ngược lại luồng hơi nhưng sẽ được mang theo đến ống xả.

## Cấu tạo và nguyên lý hoạt động

Cấu tạo của bơm khuếch tán

Bơm khuếch tán chỉ có thể làm việc khi môi trường đạt độ chân không sơ cấp cần thiết (từ 10−3 đến 10−4 Torr). Để đạt được chân không đó, ban đầu người ta dùng một bơm sơ cấp là bơm chân không cơ học để tạo ra chân không sơ cấp ban đầu. Cấu tạo chính của bơm khuếch tán là một buồng đốt nhiều tầng. Người ta sử dụng buồng đốt để đun sôi một loại dầu (gọi là dầu chân không) có nhiệt độ hóa hơi thấp. Các dòng hơi dầu khi bay hơi lên sẽ hấp phụ các phân tử khí khuếch tán từ môi trường cần tạo chân không cao. Sau khi hấp phụ, dầu được làm lạnh và bị rơi xuống, nhả các phân tử khí theo một đường khác (nhờ hệ bơm cơ học đi kèm) và quay trở lại buồng đốt.

## Ưu điểm và nhược điểm
- Bơm khuếch tán có ưu điểm là dễ dàng tạo ra chân không với công suất lớn và tốc độ làm việc nhanh (có thể tới vài chục mét khối trong một giây) và có giá thành thấp.
- Điểm kém của bơm khuếch tán là giới hạn làm việc, nó không thể tạo ra các chân không quá lớn (chỉ không quá 10−7 Torr, đạt tới 10−8 Torr, và đôi khi có thể tới mức 10−9 Torr) và nó đòi hỏi lượng nước làm lạnh rất lớn.
- Hoàn toàn không có tiếng ồn và rất hữu ích cho các hệ chân không cần yên tĩnh (ví dụ trong các kính hiển vi điện tử, nơi các nhiễu cơ học cần được loại bỏ.